# Edna Kramer
Edna Ernestine Kramer Lassar (* 11. Mai 1902 in Manhattan, New York City; † 9. Juli 1984 ebenda) war eine US-amerikanische Mathematikerin, Hochschullehrerin und Autorin von Mathematikbüchern. Sie war die erste weibliche Mathematiklehrerin am New Jersey State Teachers College.

## Leben und Werk
Kramer war das älteste von drei Kindern der österreichisch-ungarischen Einwanderer Sabine (Elowitch) und Joseph Kramer. Nach dem Besuch der Wadleigh High School in Manhattan studierte sie Mathematik am Hunter College, wo sie 1922 ihren Bachelor of Arts summa cum laude erwarb. Von 1922 bis 1923 unterrichtete sie an der DeWitt Clinton High School in der Bronx und von 1923 bis 1929 an der Wadleigh High School. Sie studierte gleichzeitig an der Columbia University und erwarb 1925 dort ihren Master-Abschluss. 1930 promovierte sie in Mathematik mit dem Nebenfach Physik bei Edward Kasner mit der Dissertation: Part I: Polygenic functions of the dual variable w; Part II: The Laguerre group.
Sie unterrichtete ab 1929 am Montclair State Teachers College (heute Montclair State University) in New Jersey und war dort von 1932 bis 1934 Assistenzprofessorin. 1934 veröffentlichte sie ihr erstes Buch A First Course in Educational Statistics und wurde Lehrerin und Vorsitzende der Mathematikabteilung an der Thomas Jefferson High School in Brooklyn. 1935 heiratete sie den Französischlehrer und späteren Psychologen Benedict Taxier Lassar.
Von 1935 bis 1938 war sie Ausbilderin am Brooklyn College. Von 1939 bis 1940 und von 1965 bis 1969 studierte sie als Vollzeitstudentin am Courant Institute of Mathematical Sciences of New York University und 1941 an der University of Chicago. Von 1943 bis 1945 arbeitete sie in der Abteilung für Kriegsforschung der University of Chicago im Büro für wissenschaftliche Forschung und Entwicklung in Washington, DC. Von 1948 bis 1953 war sie Ausbilderin an der New York University Tandon School of Engineering und wurde dort 1953 außerordentliche Professorin, wo sie bis zu ihrer Emeritierung 1971 lehrte.
1956 reiste sie nach England, Frankreich, Italien und in die Schweiz, um bedeutende Mathematikerinnen des 20. Jahrhunderts zu interviewen, darunter Hanna Neumann. Anfang der 1970er Jahre schrieb sie fast alle Biografien von Mathematikerinnen, die im Dictionary of Scientific Biography erschienen. 1973 war sie Dozentin an der heutigen Nanyang Technological University in Singapur. 1973 wurde sie am Hunter College durch die Aufnahme in die Hall of Fame geehrt.
In den letzten zehn Jahren ihres Lebens litt sie an der Parkinson-Krankheit und starb 1984 in ihrem Haus in Manhattan an einer Lungenentzündung.

## Mitgliedschaften
- American Mathematical Society
- Mathematical Association of America
- Association for Women in Mathematics
- Société Mathématique de France
- American Association for the Advancement of Science
- History of Science Society
- Phi Beta Kappa
- Pi Mu Epsilon

## Veröffentlichungen (Auswahl)
- The Main Stream of Mathematics. Oxford University Press 1967
- The nature and growth of modern mathematics. Princeton Paperbacks, 1983, ISBN 978-0691083056
- mit Gardner Weld Allen: Our Navy And the Barbary Corsairs: From the Earliest Beginning. Scholars Book Shelf, 2006, ISBN 978-0945726012
- A first course in educational statistics. Chapman & Hall, 1935